# Богунович, Милош
Ми́лош Богу́нович (серб. Милош Богуновић; 10 июня 1985, Белград, СФРЮ) — сербский футболист, нападающий.

## Карьера

### Клубная
Играл ранее в любительской команде из Белграда до 2006 года, отправлялся в аренду к разным клубам, в числе которых были «Раднички» из Сомбора и ЧСК «Пивара». С 2008 по 2011 годы выступал за «Партизан», в ходе выступлений на один сезон арендовался испанским «Кадисом», подписав контракт с испанцами 4 января 2010. Ныне числится в составе «Нови Пазар», в который перешёл в июле 2011.

### В сборной
Единственную игру провёл 14 ноября 2008 против поляков.